# Ludzie i bogowie
Ludzie i bogowie – polski serial wojenny emitowany od 13 września 2020 na antenie TVP1.

## Fabuła
Serial opowiada historię oddziału likwidacyjnego kontrwywiadu Armii Krajowej, historię grupy „Pazur”, a przede wszystkim dwóch głównych egzekutorów – „Onyksa” i „Dagera”, którzy zabijają Niemców oraz zdrajców. Pierwowzorem oddziału jest oddział bojowy "Wapiennik", który zajmował się likwidacją osób skazanych wyrokami sądów podziemnych. 
Głównymi bohaterami serialu są dwaj przyjaciele: dowódca oddziału porucznik Leszek Zaremba ps. „Onyks” (Jacek Knap) oraz kapral Tadeusz Korzeniewski ps. „Dager” (Dawid Dziarkowski). 
Zdjęcia realizowano w Warszawie (Krakowskie Przedmieście, ul. Kozia, ul. Karasia), Łodzi (ul. Piotrkowska restauracja „Komediowa” przy ul. Piotrkowskiej 12, ul. Gdańska, Księży Młyn, Dom Literatury). 

## Obsada
| Aktor             | Rola                                              | Okres występowania |
| ----------------- | ------------------------------------------------- | ------------------ |
| Dawid Dziarkowski | starszy sierżant Tadeusz Korzeniewski ps. „Dager” | od 2020            |
| Jacek Knap        | porucznik Leszek Zaremba ps. „Onyks”              | od 2020            |
| Aleksandra Justa  | Maria Zaremba, matka Leszka                       | od 2020            |
| Marianna Zydek    | Jadwiga Koman                                     | od 2020            |
| Anna Karczmarczyk | Bronka Lenart                                     | 2020               |
| Maja Rybicka      | Róża                                              | od 2020            |
| Anna Mrozowska    | Zosia, narzeczona „Onyksa”                        | od 2020            |
| Lesław Żurek      | Igo Sym                                           | 2020               |

## Lista odcinków
| Data emisji | Nr | Tytuł                |
| ----------- | -- | -------------------- |
|             |    |                      |
| 13.09.2020  | 1  | Duet                 |
|             |    |                      |
| 20.09.2020  | 2  | Pierwszy wyrok       |
|             |    |                      |
| 27.09.2020  | 3  | Operacja „Klosz”     |
|             |    |                      |
| 04.10.2020  | 4  | Kuzyn diabła         |
|             |    |                      |
| 11.10.2020  | 5  | Trzej muszkieterowie |
|             |    |                      |
| 18.10.2020  | 6  | Śmierć i medycyna    |
|             |    |                      |
| 25.10.2020  | 7  | Ostatni skok         |
|             |    |                      |
| 01.11.2020  | 8  | Żelazny Ernst        |
|             |    |                      |
| 08.11.2020  | 9  | Dopaść generała      |
|             |    |                      |
| 15.11.2020  | 10 | Fatum                |
|             |    |                      |
| 22.11.2020  | 11 | Na ratunek           |
|             |    |                      |
| 29.11.2020  | 12 | Powrót konfidenta    |
|             |    |                      |
| 06.12.2020  | 13 | Akwarium             |

## Spis serii
| Seria | Seria | Sezon       | Odcinki   | Premiera serii   | Finał serii    | Pora emisji     | Średnia oglądalność |
| ----- | ----- | ----------- | --------- | ---------------- | -------------- | --------------- | ------------------- |
|       | 1.    | jesień 2020 | 1–13 (13) | 13 września 2020 | 6 grudnia 2020 | niedziela 20.15 | 2 326 740           |
|       | 2.    |             | od 14     |                  |                |                 |                     |